# Giacomo Puteo
Giacomo Puteo (Maiorca, 13 febbraio 1495 – Roma, 26 aprile 1563) è stato un cardinale e arcivescovo cattolico italiano.

## Biografia
Nacque il 13 febbraio 1495, figlio del nobile Antoni del Pozzo (nato a Nizza, ma originario di Alessandria) e di Praxedis Berard i Caulelles. Laureato in utroque iure all'Università di Bologna.
Papa Giulio III lo elevò al rango di cardinale nel concistoro del 20 novembre 1551.
Morì il 26 aprile 1563 all'età di 68 anni.